# Bindungsplatz
In der Oberflächenphysik versteht man unter einem Bindungsplatz jene Plätze auf der Oberfläche eines Festkörpers, an denen sich die wirkenden Kräfte auf ein einzelnes Adatom gegenseitig aufheben. Bei einer quadratischen Einheitszelle also z. B. die Stelle inmitten von vier Atomen des Substrates oder auch direkt auf einem Atom. Dabei nehmen die Adatome vornehmlich die Positionen niedrigster Energie ein.